# AD Ferroviária Vale do Rio Doce
Associação Desportiva Ferroviária Vale do Rio Doce – brazylijski klub piłkarski z siedzibą w mieście Cariacica, w stanie Espírito Santo.

## Osiągnięcia
- Mistrz stanu Espírito Santo (18) : 1964, 1965, 1967, 1972, 1974, 1977, 1979, 1980, 1981, 1984, 1986, 1989, 1992, 1994, 1996, 2000, 2013, 2016.

## Historia
Klub założony został 7 lipca 1963 pod początkową nazwą Associação Desportiva Ferroviária Vale do Rio Doce. Klub powstał na skutek fuzji sześciu klubów - Vale do Rio Doce, Ferroviário-ES, Cauê, Guarany-ES, Valeriodoce-ES oraz Cruzeiro-ES. Kluby te utworzyli pracownicy kolejowi firmy Companhia Vale do Rio Doce, która później wsparła połączenie klubów.
Swój pierwszy tytuł mistrza stanu Espírito Santo klub zdobył w 1964 roku. W 1974 roku Desportiva po raz pierwszy wystąpił w pierwszej lidze brazylijskiej (Campeonato Brasileiro Série A), w której uplasował się ostatecznie na 34. miejscu.
Później klub jeszcze trzykrotnie zagrał w pierwszej lidze brazylijskiej. W 1980 Desportiva zajął najlepsze w historii 15. miejsce. W 1986 było 48. miejsce (na 80 klubów), a w 1993 - 32. miejsce (ostatnie).
Klub 19 kwietnia 1999 stał się prywatną firmą i zmienił nazwę na Desportiva Capixaba. Głównym sponsorem klubu została firma Frannel Distribuidora de Combustível, a później Grupo Villa-Forte. W 2000 roku klub, po pokonaniu w finale klubu Serra, zdobył ostatni jak dotąd tytuł mistrza stanu Espírito Santo. Później klub spisywał się słabiej, aż w końcu spadł do drugiej ligi stanowej, którą wygrał w 2007 roku i powrócił do pierwszej ligi. 8 kwietnia 2011 klub powrócił do starej nazwy Associação Desportiva Ferroviária Vale do Rio Doce.